# Humble Bundle
Humble Bundle (укр. Скромний набір) — інтернет-сервіс, що спеціалізується на продажі цифрових копій комп'ютерних ігор для платформ Microsoft Windows, macOS і Linux. Проєкт Humble Bundle виріс із серії комерційних експериментів з продажу наборів з декількох ігор з моделі «Плати скільки хочеш» — спочатку такі кампанії проходили раз в кілька місяців. З 2013 року Humble Bundle підтримує постійно діючий онлайн-магазин, а кампанії з продажем наборів ігор по моделі «Плати скільки хочеш» проходять більш часто. Крім комп'ютерних ігор, сервіс також торгує електронними книгами, аудіо-книгами і коміксами в цифровому форматі.
Організацією продажів першого набору ігор у 2010 році займалася компанія Wolfire Games ; починаючи з другого набору, сайт підтримує компанія Humble Bundle Inc. зі штаб-квартирою в Сан-Франциско, США. З жовтня 2017 року вона є дочірньою компанією IGN Entertainment. Частина виручки від продажів Humble Bundle перераховується на благодійність таким організаціям, як Child's Play, Фонд електронних рубежів або Американський Червоний Хрест ; до вересня 2017 року сума таких пожертвувань перевищила 100 мільйонів доларів США.

## Концепція
Автором ідеї Humble Indie Bundle є розробник з компанії Wolfire Games, Джеф Розен (англ. Jeff Rosen) який був натхненний продажами наборів ігор в системі дистрибуції Steam. Розен зауважив, що інформація про подібні розпродажі мала «ефект сарафанного радіо» в Інтернеті. Також Розен врахував досвід розпродажі гри World of Goo за моделлю «заплати, скільки хочеш», яку організувала студія розробник 2D Boy в «день народження» гри, зумівши продати 57 000 копій і заробивши $114 000.
Покупець набору Humble Bundle сам визначає умови покупки: скільки платити за набір, і кому буде спрямована оплата. У цьому плані модель ціноутворення «Плати скільки хочеш» протиставлена підходу великих видавців, що встановлюють штучні обмеження на вартість свого продукту. Успіх концепції Humble Bundle обумовлений ціновою доступністю набору, акцентом на благодійність, унікальністю наданих наборів і відсутністю DRM.

## Humble Store
12 листопада 2013 на офіційному сайті проєкту з'явився підрозділ Humble Store і почав перший день продажів зі знижкою під назвою the Humble Store: Debut Sale. Приблизно в той же час в рунеті з'явився перший фан-клуб Humble Bundle, який пізніше переріс у повноцінний ігровий блог We Love Bundles, що висвітлює інді-бандли, ігри та різні ігрові проєкти.

## Humble Weekly Sale
Humble Weekly Sale — експериментальні збірники, що включають в себе одну або декілька ігор, які міняються щотижня. Система оплати така ж сама, як і в звичайних наборах — заплативши менше долара, покупці отримують DRM-Free версії ігор, заплативши більше долара — Steam-ключі. Спочатку Weekly Sale відрізнялися тим, що в них не було середньої ціни, заплативши вище якої, покупці отримують бонус, і немає бонусів для всіх покупців після першого тижня. 30 травня 2013 року бонус «середньої ціни» з'явився в «Humble Weekly Sale: Telltale Games».

## Humble Library
Humble Library — бібліотека всіх куплених користувачем наборів. Всі куплені до виходу Humble Library набори можна внести в бібліотеку шляхом натискання клавіші «Claim this page» в нижньому правому кутку сторінки набору. Для отримання доступу до Humble Library потрібно створити обліковий запис. Тим не менш, використання Humble Library опціонально, набори можна купувати і використовувати і без Humble Library.